# Emanuele Giaccherini
Emanuele Giaccherini (Bibbiena, 1985. május 5. –) olasz válogatott labdarúgó, jelenleg a SSC Napoli játékosa, de kölcsönben a Chievónál szerepel. Posztját tekintve szélső vagy védekező középpályás

## Pályafutása

### Klubcsapatban
A Cesenaban kezdett futballozni és itt is vált profi labdarúgóvá. 2004 és 2011 között összesen 97 mérkőzésen lépett pályára a Cesena színeiben és ezeken a találkozókon 20 gólt szerzett. A hét év alatt azonban több alkalommal is kölcsönadták. A 2004–05-ös idényben a Forlìban, a 2005–07-esben a Bellaria Igeaban, valamint a 2007–08-as szezonban a Pavia csapataiban játszott kölcsönben.
2011. augusztus 25-én a Juventus szerződtette. Első mérkőzését a Parma ellen játszotta 2011. december 8-án. Első gólját a Bolognanak lőtte az olasz kupában.

### A válogatottban
Az Európa-bajnoki keretszűkítést követően a szövetségi kapitány Cesare Prandelli nevezte őt a 2012-es Eb-re készülő 23 fős keretébe.

## Sikerei, díjai
Juventus FC
- Serie A: 2011–12